# Unione Sportiva Crotone 1976-1977
Questa voce raccoglie le informazioni riguardanti l'Unione Sportiva Crotone nelle competizioni ufficiali della stagione 1976-1977.

## Rosa
| N. |                   | Ruolo | Calciatore         |
| -- | ----------------- | ----- | ------------------ |
|    | Italia (bandiera) | A     | Adriano Abate      |
|    | Italia (bandiera) | A     | Sergio Baradello   |
|    | Italia (bandiera) | C     | Roberto Bicchierai |
|    | Italia (bandiera) | D     | Angelo Bonni       |
|    | Italia (bandiera) | D     | Giorgio Cantelli   |
|    | Italia (bandiera) | P     | Walter Caprioli    |
|    | Italia (bandiera) | P     | Ruggero Casari     |
|    | Italia (bandiera) | D     | Matteo Colucci     |
|    | Italia (bandiera) | A     | Aldo Gravante      |
|    | Italia (bandiera) | D     | Francesco Liotta   |

| N. |                   | Ruolo | Calciatore            |
| -- | ----------------- | ----- | --------------------- |
|    | Italia (bandiera) | A     | Valentino Luraghi     |
|    | Italia (bandiera) | C     | Doriano Maino         |
|    | Italia (bandiera) | D     | Salvatore Mastromarco |
|    | Italia (bandiera) | C     | Tonino Natale         |
|    | Italia (bandiera) |       | Nigro                 |
|    | Italia (bandiera) | C     | Claudio Piemonte      |
|    | Italia (bandiera) | A     | Paolo Piras           |
|    | Italia (bandiera) | C     | Roberto Ranzani       |
|    | Italia (bandiera) | A     | Giovanni Scigliano    |
|    | Italia (bandiera) | C     | Luciano Vatieri       |